# Машіші
Маші́ші, бразильське танго (порт. maxixe, МФА: [maˈʃiʃi])) — бразильський танець і мелодія африканського походження.
Музичний розмір машіші — 2/4. Виконується у дуже швидкому темпі. Хореографічно насичений підстрибуваннями.
Танцю притаманний власний своєрідний акомпанемент, який, проте багато запозичив від танго і хабанери.
Машіші виник у бразильському місті Ріо-де-Жанейро в 1868 році, тобто приблизно в той же, час, що і танго, що розвинулось у міських осередках Аргентини та Уругваю. Машіші є танцем бразильських негрів, навіть назву отримав на честь міста в Мозамбіку.
Як і танго, машіші на початку XX століття став відомий у Північній Америці та Європі.
Вважається, що машіші є одним з танців, які значно вплинули на формування сучасних самби і ламбади.
|  | Це незавершена стаття про танець. Ви можете допомогти проєкту, виправивши або дописавши її. |